# Schwabsoien
Schwabsoien è un comune tedesco di 1 291 abitanti, situato nel land della Baviera.